# Бериславци
Бериславци је насељено мјесто у општини Зета у Црној Гори. Према попису из 2023. било је 469 становника.
Овдје је ријеч о селу које је у прошлости најнепосредније било везано за главни излаз Зетске равнице на Скадарско језеро — за подручје Плавнице. Такав положај и плодно тле, макар што је изложено језерском поводњу, вршили су главни утицај на његов развој. Његов атар ограничавају линије: са сјевера Шемова локва — Шушуња; са истока Веље њиве — Пернички поток — Зетица; са југа Скадарско језеро и са запада Попа Мата гувно — Брњак — Ваљеза — ријека Плавничка. Са просјечном дужином од око 4 км и ширином од око 2,2 км, тако уоквирен атар захвата површину од око 8,5 км2.

## Историја
Пријезерски положај, нарочито у времену када је језеро било мање, дао је повољну еколошку основу за рани настанак и овог насеља, мада праисторијски остаци на његовој локацији још нијесу пронаћени. Нема о њему, такође, ни оних најранијих средњовјековних помена. Али, и по првим и каснијим поменима његовим иа које наилазимо, може се рећи да оно улази у ред старијих насеља Зете. Самим почетком XV вијека (1408) године, за вријеме Јелене и Балше III, овдје се помиње »двор у Бериславићима« (сјеверно од Скадарског језера).  Помињу се, затим, и као Веrisanzi у познатом Врањинском уговору (1455. године) измећу Млетака и Стефана Црнојевића. Налазимо их и у турском дефтеру из 1523. године, гдје су, као »нови посједи земљишта у селима изван Црне Горе«, заведени Карабеж, Плавница и Бериславци. У другој половини XVI вијека и у овом селу, поред других поменутих, »убрзано се одвијао процес прелажења баштина из руку хришћана у руке муслимана«. А у једном запису из 1581. године каже се: »да се зна би плима велика по всој Зети и потонуше поља по Зети до Берислав Орец« (Бериславци). Године 1614. село је, према Боличином попису, имало 30 кућа са 79 становника. »Можда је ово село у старини било најнапредније и главно мјесто зетске властеле. По предању, ту је Иван Црнојевић имао своја добра, ту се и данас једно мјесто зове Иван поље« (А. Јовићевић).
Године 1925. Јовићевић је у селу пописао 73 куће са 29 братстава, а по званичном попису тада је било 75 домаћинстава са 309 становника. До 1941. године број првих се попео на 82, а других на 350, да би их у наредном похшсу (1948) било 74:334.
У 1941. години у овом разгранатом селу са 82 куће било је седам заселака, и то: Стобор (30 дом.), Маркушка Махала (20), Маџаревића Махала (12), Моканића (Поповића) Махала (10), Ћилија (5) , Ваљеза (2) и Дуге Њиве (2). Од свих кућа само их је осам било на коноби (у Стобору и Иилији по 3 и у Маркушкој Махали 2). Село је имало по око 60 — 70 појата за стоку и свињарника, а живинарника много мање. Највећа густина насељености била је у Ваљези и Стобору. Све куће су користиле само огњиште.
Село је имало двије цркве, али не и школу. Стара црква налазила се у јужном дијелу села (заселак Ваљеза). Због њене угрожености поплавама, јавила се потреба за изградњу друге, која је подигнута 1899. године (Посљедњи остаци старе цркве пропали су приликом земљотреса 1979. године). За вријеме Турака, поред двију џамија (у Горичанима и Голубовцима), трећа је постојала у овом селу (заселак Нилија).
Поред повољних веза са поменутим главним путевима Зете, село је, будући на домаку Плавнице, највише користило, посебно до Подгорице, ускотрачну жељезницу која је пролазила источним крајем села. Кроз атар села, пак, водили су путеви до свих дијелова насеља, па и њихових имовинских потеса. Постојеће комунице у селу чинили су и ти путеви заједно са простором који се пружао уз њих. Били су то: Вељи пут (главна веза са селом), пут од Нешкове ограде, пут од Ливадице и пут за Плавничке бостане.
V Маркушкој Махали је 1918. године отворена приватна кафана, а 1922. и омања »догања«, у којој су се, као и у бјелопољској, могли купити основни артикли.

## Демографија
У насељу Бериславци живи 369 пунолетних становника, а просечна старост становништва износи 37,0 година (36,7 код мушкараца и 37,3 код жена). У насељу има 115 домаћинстава, а просечан број чланова по домаћинству је 4,25.
Ово насеље је већински насељено Црногорцима (према попису из 2003. године), а у последња три пописа, примећен је пораст у броју становника.
|  |

| Демографија | Демографија | Демографија |
| Година      | Становника  | Становника  |
| ----------- | ----------- | ----------- |
|             |             |             |
|             |             |             |
|             |             |             |
|             |             |             |
| 1948.       | 334         |             |
| 1953.       | 394         |             |
| 1961.       | 381         |             |
| 1971.       | 381         |             |
| 1981.       | 400         |             |
| 1991.       | 448         | 447         |
| 2003.       | 497         | 489         |
|             |             |             |

| Етнички састав према попису из 2003.‍ | Етнички састав према попису из 2003.‍ | Етнички састав према попису из 2003.‍ | Етнички састав према попису из 2003.‍ | Етнички састав према попису из 2003.‍ |
| ------------------------------------ | ------------------------------------ | ------------------------------------ | ------------------------------------ | ------------------------------------ |
|                                      |                                      |                                      |                                      |                                      |
| Црногорци                            | Црногорци                            |                                      | 355                                  | 72,59%                               |
| Срби                                 | Срби                                 |                                      | 61                                   | 12,47%                               |
| Хрвати                               | Хрвати                               |                                      | 1                                    | 0,20%                                |
| непознато                            | непознато                            |                                      | 0                                    | 0,0%                                 |

| Година пописа     | 1948. | 1953. | 1961. | 1971. | 1981. | 1991. | 2003. |
| ----------------- | ----- | ----- | ----- | ----- | ----- | ----- | ----- |
| Број домаћинстава | 64    | 79    | 78    | 82    | 95    | 104   | 115   |

| Број чланова      | 1   | 2 | 3  | 4  | 5  | 6  | 7  | 8  | 9 | 10 и више | Просек |
| ----------------- | --- | - | -- | -- | -- | -- | -- | -- | - | --------- | ------ |
| Број домаћинстава | 115 | 9 | 19 | 10 | 24 | 24 | 15 | 10 | 1 | 2         | 1      |

| Пол    | Укупно | Неожењен/Неудата | Ожењен/Удата | Удовац/Удовица | Разведен/Разведена | Непознато |
| ------ | ------ | ---------------- | ------------ | -------------- | ------------------ | --------- |
| Мушки  | 192    | 69               | 116          | 3              | 3                  | 1         |
| Женски | 204    | 56               | 117          | 29             | 2                  | 0         |
| УКУПНО | 396    | 125              | 233          | 32             | 5                  | 1         |

| Пол    | Укупно                    | Пољопривреда, лов и шумарство | Рибарство                            | Вађење руде и камена | Прерађивачка индустрија       |
| ------ | ------------------------- | ----------------------------- | ------------------------------------ | -------------------- | ----------------------------- |
| Мушки  | 92                        | 11                            | 0                                    | 1                    | 23                            |
| Женски | 37                        | 2                             | 0                                    | 0                    | 4                             |
| УКУПНО | 129                       | 13                            | 0                                    | 1                    | 27                            |
| Пол    | Производња и снабдевање   | Грађевинарство                | Трговина                             | Хотели и ресторани   | Саобраћај, складиштење и везе |
| Мушки  | 2                         | 10                            | 4                                    | 1                    | 16                            |
| Женски | 0                         | 0                             | 14                                   | 1                    | 2                             |
| УКУПНО | 2                         | 10                            | 18                                   | 2                    | 18                            |
| Пол    | Финансијско посредовање   | Некретнине                    | Државна управа и одбрана             | Образовање           | Здравствени и социјални рад   |
| Мушки  | 1                         | 3                             | 15                                   | 0                    | 2                             |
| Женски | 0                         | 2                             | 1                                    | 2                    | 8                             |
| УКУПНО | 1                         | 5                             | 16                                   | 2                    | 10                            |
| Пол    | Остале услужне активности | Приватна домаћинства          | Екстериторијалне организације и тела | Непознато            | Непознато                     |
| Мушки  | 2                         | 0                             | 0                                    | 1                    | 1                             |
| Женски | 1                         | 0                             | 0                                    | 0                    | 0                             |
| УКУПНО | 3                         | 0                             | 0                                    | 1                    | 1                             |